# Kourtchatov (Kazakhstan)
Pour les articles homonymes, voir Kourtchatov.
Kourtchatov (en kazakh et russe : Курча́тов) est une ville dans l'oblys d'Abay (intégré avant 2022 au Kazakhstan-Oriental) située au nord-est du Kazakhstan.

## Présentation

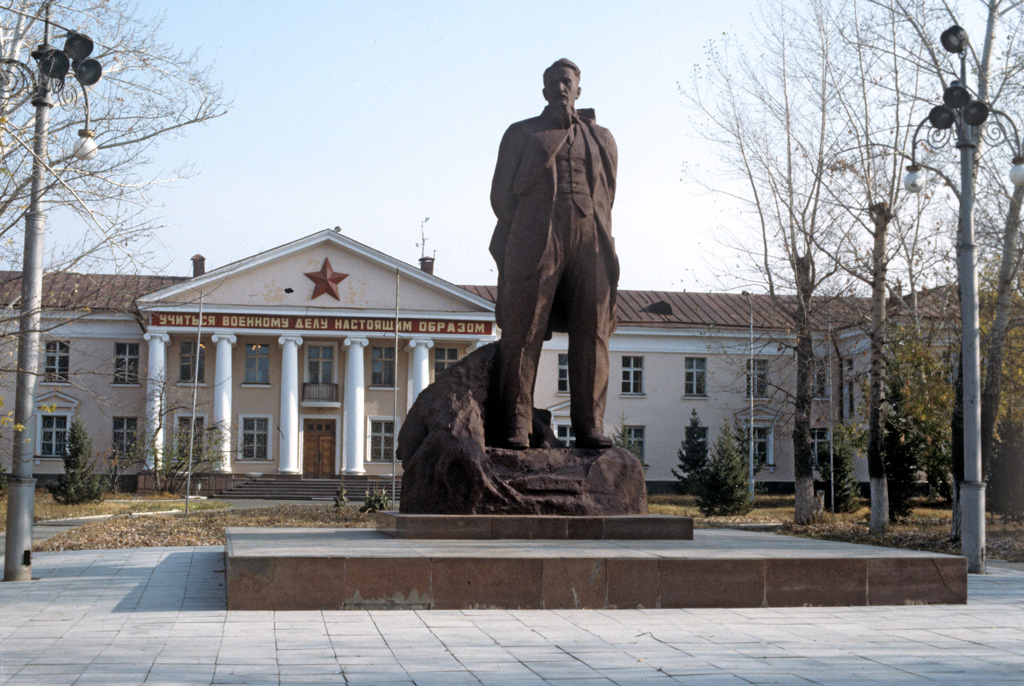
Statue de Igor Kourtchatov devant la mairie de Kourtchatov.

Baptisée en l'honneur du physicien soviétique Igor Kourtchatov, la ville était le centre de commandement du polygone nucléaire de Semipalatinsk. Après l'arrêt des essais nucléaires et le démantèlement du site, la population de Kourtchatov a chuté de 20 000 à 8 000 habitants. Durant l'époque soviétique, Kourtchatov (désignée par son nom de code Semipalatinsk-16) était une ville fermée et l'un des endroits les plus secrets et difficiles d'accès d'URSS.
Kourtchatov est située sur la rive sud de l'Irtych. Une ligne de chemin de fer la relie à la ville de Semeï 130 km à l'est.
Les installations nucléaires de Kourtchatov, notamment les dépôts de déchets nucléaires qui font courir une grave menace sur l'environnement, sont administrées par l'Institut de l'énergie atomique du Kazakhstan.
En janvier 2015 est annoncé un projet de centrale nucléaire de conception russe à proximité de la ville de Kourtchatov[source secondaire souhaitée].